# Apophua honmai
Apophua honmai là một loài tò vò trong họ Ichneumonidae.